# Abercrombie-Klasse
Die Abercrombie-Klasse war eine Klasse von vier Monitoren der britischen Marine, die von 1915 bis 1919 in Dienst stand.

## Baugeschichte
Am 3. November 1914 bot Charles M. Schwab, der Vorsitzende des US-Stahlkonzerns Bethlehem Steel, dem damaligen britischen Ersten Lord der Admiralität, Winston Churchill, acht 14-Zoll-(35,6-cm)L/45-Mk-II-Geschütze in Doppeltürmen an, die für das griechische Schlachtschiff Salamis bestimmt waren. Wegen der britischen Blockade war eine Lieferung an den deutschen Hersteller des Schiffes, die AG Vulcan Werft in Hamburg, nicht mehr möglich. Die Royal Navy erwarb die Türme und konstruierte für sie die Monitore der Abercrombie-Klasse, die Küstenbeschießungen vornehmen sollten.
Der Monitor-Rumpf wurde schnell konstruiert und die vier Schiffe liefen innerhalb von sechs Monaten vom Stapel. Der Rumpfentwurf war nicht besonders gut und ermöglichte nur eine geringe Geschwindigkeit, die geplanten 10 Knoten wurden von den Schiffen bei weitem nicht erreicht. Der einzelne Hauptturm stand vor einem Dreibein-Mast und dieser vor einem einzelnen Schornstein.
Der Entwurf umfasste auch ein Seeflugzeug zur Artilleriebeobachtung. Landflugzeuge wurden jedoch als effektiver angesehen, da die Monitore nie auf offener See zum Einsatz kommen würden. Erschwerend hätte das auf dem Turm untergebrachte Flugzeug vor jedem Schießen heruntergenommen werden müssen, auch wenn kein Einsatz vorgesehen war.
 Tatsächlich kamen später Flugzeuge mit den Monitoren zum Einsatz.
Während der Planungsphase wurden die Schiffe als Styx-Klasse bezeichnet und nach bedeutenden Amerikanern benannt: General Ulysses S. Grant, General Robert E. Lee, Admiral David Farragut und General Stonewall Jackson. Da die USA weiterhin neutral waren, wurden die Namen bei der Indienststellung durch M1 bis M4 ersetzt, ehe dann die Namen britischer Offiziere gewählt wurden.

## Einheiten
| Name        | Werft                    | Kiellegung        | Stapellauf     | Indienststellung | Verbleib                                                                                  |
| ----------- | ------------------------ | ----------------- | -------------- | ---------------- | ----------------------------------------------------------------------------------------- |
| Abercrombie | Harland & Wolff, Belfast | 12. Dezember 1914 | 15. April 1915 | 1. Mai 1915      | Im Mai 1919 außer Dienst, am 25. Juni 1927 zum Abbruch verkauft                           |
| Havelock    | Harland & Wolff, Belfast | 12. Dezember 1914 | 29. April 1915 | Mai 1915         | Im Mai 1919 außer Dienst, am 25. Juni 1927 zum Abbruch verkauft                           |
| Raglan      | Harland & Wolff, Govan,  | 1. Dezember 1914  | 29. April 1915 | Mai 1915         | Am 20. Januar 1918 vor Imbros versenkt                                                    |
| Roberts     | Swan Hunter, Wallsend,   | 17. Dezember 1914 | 15. April 1915 | 21. Mai 1915     | Am 26. Mai 1919 außer Dienst, Nutzung als Hulk und im September 1936 zum Abbruch verkauft |